# Hanni Hölzner
Johanna Hedwig „Hanni“ Hölzner (* 17. Februar 1913 in Annaberg; † 25. Oktober 1988 in Leipzig) war eine deutsche Schwimmerin und Olympiateilnehmerin. Sie startete für den SV Annaberg 07.

## Leben
Hölzner gewann die Deutsche Meisterschaft 1933 über 100 m Rücken.
Bei den Europameisterschaften 1934 in Magdeburg gewann sie über 200 m Brust mit 3:09,3 min die Silbermedaille hinter ihrer Landsmännin Martha Genenger (Gold in 3:09,1 min) und vor der Dänin Inger Kragh (Bronze in 3:13,2 min).
Bei den Olympischen Spielen 1936 in Berlin gelang ihr mit 3:09,5 min eine ähnliche Zeit, die sie auf Platz vier brachte. Mit ihren im Halbfinale geschwommenen 3:08,8 min hätte sie jedoch ebenfalls keine Medaille gewonnen.
Nach Beendigung ihrer aktiven Laufbahn übernahm sie 1953 einen Lehrstuhl an der Deutschen Hochschule für Körperkultur in Leipzig, den sie bis Ende der 1960er Jahre innehatte.

## Weltrekorde
Hanni Hölzner schwamm drei Weltrekorde über 100 m Brust:
- 1:24,5 min am 15. Januar 1935 in Kopenhagen (Verbesserung der alten Bestmarke der Australierin Clare Dennis um 1 Zehntel)
- 1:23,4 min am 16. Februar 1936 in Halle
- 1:20,2 min am 13. März 1936 in Plauen (Verbesserung der erst wenige Tage alten Bestmarke der Dänin Christensen um 2,6 Sekunden; der Rekord hatte gut 7 Jahre Bestand, ehe er von Gisela Graß auf 1:19,8 min gedrückt wurde)